# Cazzi Opeia
Moa Anna Maria Carlebecker (művésznevén: Cazzi Opeia; Jönköping, 1988. november 10. – ) svéd zeneszerző, DJ, énekesnő, a Melodifestivalen döntőjének résztvevője 2022-ben és 2024-ben.

## Magánélete
Cazzi Opeia Moa Anna Maria Carlebecker néven született Jönköpingben, Svédország déli részén. A családjával Európát és az Egyesült Államokat átutazva nőtt fel. Ő Gry Forssell műsorvezető unokatestvére. A Cazzi Opeia név a Cassiopeia csillagképből származik.

## Pályafutása
Részt vett az Idol hatodik évadában 2009-ben, ahol bejutva az elődöntőbe olyan előadók ejtették ki, mint Mariette Hansson vagy Erika Selin.
A tehetségkutató műsort követően Billy Mann producer és a Macho Records kiadó fedezte fel, aki korábban Pinkkel, Cherrel és Jessica Simpsonnal dolgozott együtt. Első kislemeze, az I Belong to You azután vált nagy slágerré, amikor DJ Tiësto felvette a dal remixét a Club Life című előadásába. Stílusáért és zenéjéért Perez Hilton blogger is méltatta Lady Gaga Judas című dalának dubstep feldolgozása kapcsán.
2016-ban Cazzi Opeia az EKKO Music Rights Europe-pal, majd 2017-ben a Cosmos Music Grouppal írt alá exkluzív világméretű kiadói megállapodást és lemezszerződést. A Batman & Robin című kislemezt Jin X Jin-nel közösen adta ki.
2017. május 5-én Cazzi Opeia szerepelt az 528-as művésznevet viselő előadó Meat című számában. A dalt a Hurdy Gurdy Noise független lemezkiadó adta ki. Cazzi Opeia Wild Ones című kislemeze, amelyet a Superior Recordings és a Cosmos Music adott ki közösen 2017. december 1-jén, tartalmazta a Wild Ones című dalt és annak az instrumentális változatát is. A megjelenő dallal együtt Cazzi Opeia a Svéd Űrtársaság együttműködésében a kislemezét sugározta az űrbe, egészen pontosan a Cassiopeia csillagkép irányába. A Rich című kislemeze a Superior Recordings és a Cosmos Music gondozásában 2018. november 16-án jelent meg nyilvánosan.
Carlebecker először 2022-ben vett részt a svéd eurovíziós válogatóműsorban. Ekkor az I Can't Get Enough című dalt adta elő. 2022. február 19-én a harmadik válogatóban szerepelt, ahonnan továbbjutott a verseny elődöntőjébe, onnan pedig a döntőbe. A március 12-én rendezett döntőben 55 pontot szerzett (26-ot a nemzetközi zsűritől, míg 29-et a közönségtől kapott), így összesítésben a kilencedik helyen végzett.
2023-ban ő volt az egyik szerzője Loreen Tattoo című dalának, mely megnyerte a Melodifestivalent és az Eurovíziós Dalfesztivált is.
2023. december 1-jén jelentette be az SVT, hogy az énekesnő bejutott a versenydalával a Melodifestivalen következő évi mezőnyébe. A Give My Heart a Break című versenydalát először a február 17-én rendezett harmadik elődöntőben adta elő Växjőben. Dalszerzőként is bejutott a versenybe: ő az egyik szerzője Jacqline Effortless című dalának. Jacqline dala a szavazás első fordulójából bejutott a döntőbe, míg a Give My Heart a Break 92 ponttal a második helyen végzett, így az is továbbjutott a március 9-i döntőbe, ahol a szavazáson 87 pontot sikerült összegyűjtenie (46-ot a nemzetközi zsűriktől és 41-et a nézőktől kapott), mellyel összesítésben a negyedik helyen végzett.

## Diszkográfia

### Kislemezek
- 2010: I Belong To You (Macho Music)
- 2011: My Heart In 2 (Macho Music)
- 2011: Oxygen (Macho Records)
- 2012: With You (Macho Records)
- 2014: Endless Flame (Smilax Publishing Srl.)
- 2015: Here We Go Again (Capitol Music Group)
- 2016: Here She Comes (Capitol Music Group)
- 2017: Batman & Robin (Superior Recordings / Cosmos Music)
- 2017: Meat
- 2017: Wild Ones (Superior Recordings / Cosmos Music)
- 2018: Rich (Superior Recordings / Cosmos Music)
- 2022: I Can't Get Enough (EKKO Music Rights/Ingrooves)
- 2024: Give My Heart a Break